# أولريكه باومغارتنر
أولريكه باومغارتنر هي دراجة نمساوية، ولدت في 12 مايو 1974.

## وصلات خارجية
- أولريكه بومغارتنر على موقع أرشيف الدراجات (الإنجليزية)
- أولريكه بومغارتنر على موقع إحصائيات الدراجات الإحترافية (الإنجليزية)